# Wielersport op de Olympische Zomerspelen 1968
De wielersport is een van de sporten die beoefend werden tijdens de Olympische Zomerspelen 1968 in Mexico-Stad.

## Heren

### baan

#### tijdrit, 1000 m
| rang   | sporter(s)         | land | tijd       |
| ------ | ------------------ | ---- | ---------- |
| Goud   | Pierre Trentin     | FRA  | WR 1:03.91 |
| Zilver | Niels Fredborg     | DEN  | 1:04.61    |
| Brons  | Janusz Kierzkowski | POL  | 1:04.63    |
| 4      | Gianni Sartori     | ITA  | 1:04.65    |
| 5      | Roger Gibbon       | TRI  | 1:04.66    |
| 6      | Leijn Loevesijn    | NED  | 1:04.84    |
| 7      | Jocelyn Lovell     | CAN  | 1:05.18    |
| 8      | Sergei Kravtsov    | URS  | 1:05.21    |

#### sprint, 1000 m
| rang   | sporter(s)       | land | tijd               |
| ------ | ---------------- | ---- | ------------------ |
| Goud   | Daniel Morelon   | FRA  | 11.27 10.68        |
| Zilver | Giordano Turrini | ITA  |                    |
| Brons  | Pierre Trentin   | FRA  | 11.57 -11.53 10.92 |
| 4      | Omar Pkhakadze   | URS  |                    |
| 5      | Jürgen Barth     | FRG  |                    |
| 5      | Jan Jansen       | NED  |                    |
| 5      | Leijn Loevesijn  | NED  |                    |
| 5      | Dino Verzini     | ITA  |                    |

#### tandem, 2000 m
| rang   | sporter(s)                         | land | tijd        |
| ------ | ---------------------------------- | ---- | ----------- |
| Goud   | Daniel Morelon Pierre Trentin      | FRA  | 10.03 9.83  |
| Zilver | Leijn Loevesijn Jan Jansen         | NED  |             |
| Brons  | Daniel Goens Robert Van Lancker    | BEL  | 10.60 11.20 |
| 4      | Walter Gorini Luigi Borghetti      | ITA  |             |
| 5      | Ivan Kučírek Miloš Jelínek         | TCH  |             |
| 5      | Werner Otto Jürgen Geschke         | GDR  |             |
| 5      | Klaus Kobusch Martin Stenzel       | FRG  |             |
| 5      | Imants Bodnieks Igor Zjelovalnikov | URS  |             |

#### individuele achtervolging, 4000 m
| rang   | sporter(s)         | land | tijd    |
| ------ | ------------------ | ---- | ------- |
| Goud   | Daniel Rébillard   | FRA  | 4:41.71 |
| Zilver | Mogens Frey Jensen | DEN  | 4:42.43 |
| Brons  | Xaver Kurmann      | SUI  | 4:39.42 |
| 4      | John Bylsma        | AUS  | 4:41.60 |
| 5      | Cipriano Chemello  | ITA  |         |
| 5      | Paul Crapez        | BEL  |         |
| 5      | Rupert Kratzer     | FRG  |         |
| 5      | Radamés Treviño    | MEX  |         |

#### ploegachtervolging, 4000 m
| rang   | sporter(s)                                                                 | land | tijd    |
| ------ | -------------------------------------------------------------------------- | ---- | ------- |
| Goud   | Per Lyngemark Reno Olsen Gunnar Asmussen Mogens Frey Jensen Peder Pedersen | DEN  | 4:22.44 |
| Zilver | Karl Link Udo Hempel Karl-Heinz Henrichs Jürgen Kissner                    | FRG  | 4:18.94 |
| Brons  | Luigi Roncaglia Lorenzo Bosisio Cipriano Chemello Giorgio Morbiato         | ITA  | 4:18.35 |
| 4      | Stanislav Moskvin Zintars Latsis Vladimir Koeznetsov Mikhail Koljoejsov    | URS  | 4:33.39 |
| 5      | Ernest Bens Ronny Vanmarcke Willy Debosscher Paul Crapez                   | BEL  |         |
| 5      | Jiří Daler Pavel Kondr Milan Puzrla František Řezáč                        | TCH  |         |
| 5      | Bernard Darmet Daniel Rébillard Jack Mourioux Alain Van Lancker            | FRA  |         |
| 5      | Wojciech Matusiak Janusz Kierzkowski Wacław Latocha Rajmund Zieliński      | POL  |         |

### weg

#### individueel
Afstand: 196.2 km
| rang   | sporter(s)                  | land | tijd       |
| ------ | --------------------------- | ---- | ---------- |
| Goud   | Pierfranco Vianelli         | ITA  | 4:41:25.24 |
| Zilver | Leif Mortensen              | DEN  | 4:42:49.71 |
| Brons  | Gösta Pettersson            | SWE  | 4:43:15.24 |
| 4      | Stéphan Abrahamian-Gonzales | FRA  | 4:43:36.54 |
| 5      | René Pijnen                 | NED  | 4:43:36.81 |
| 6      | Jean-Pierre Monseré         | BEL  | 4:43:51.77 |
| 7      | Tomas Pettersson            | SWE  | 4:43:58.11 |
| 8      | Giovanni Bramucci           | ITA  | 4:43:58.19 |

#### ploegentijdrit
Afstand: 102 km
| rang   | sporter(s)                                                              | land | tijd       |
| ------ | ----------------------------------------------------------------------- | ---- | ---------- |
| Goud   | Joop Zoetemelk Fedor den Hertog Jan Krekels René Pijnen                 | NED  | 2:07:49.06 |
| Zilver | Sture Pettersson Tomas Pettersson Erik Pettersson Gösta Pettersson      | SWE  | 2:09:26.60 |
| Brons  | Pierfranco Vianelli Giovanni Bramucci Vittorio Marcelli Mauro Simonetti | ITA  | 2:10:18.74 |
| 4      | Verner Blaudzun Jørgen Emil Hansen Leif Mortensen Ole Højlund Pedersen  | DEN  | 2:12:41.41 |
| 5      | Ørnulf Andresen Thorleif Andresen Tore Milsett Leif Yli                 | NOR  | 2:14:32.85 |
| 6      | Marian Kegel Jan Magiera Zenon Czechowski Andrzej Bławdzin              | POL  | 2:14:40.98 |
| 7      | Juan Merlos Carlos Alvarez Roberto Breppe Ernesto Contreras             | ARG  | 2:15:34.24 |
| 8      | Burkhard Ebert Jürgen Tschan Ortwin Czarnowski Dieter Koslar            | FRG  | 2:15:37.25 |

## Medaillespiegel
| rang   | land                     | goud | zilver | brons | totaal |
| ------ | ------------------------ | ---- | ------ | ----- | ------ |
| 1      | Frankrijk                | 4    | 0      | 1     | 5      |
| 2      | Denemarken               | 1    | 3      | 0     | 4      |
| 3      | Italië                   | 1    | 1      | 2     | 4      |
| 4      | Nederland                | 1    | 1      | 0     | 2      |
| 5      | Zweden                   | 0    | 1      | 1     | 2      |
| 6      | Bondsrepubliek Duitsland | 0    | 1      | 0     | 1      |
| 7      | België                   | 0    | 0      | 1     | 1      |
| 7      | Polen                    | 0    | 0      | 1     | 1      |
| 7      | Zwitserland              | 0    | 0      | 1     | 1      |
| totaal | totaal                   | 7    | 7      | 7     | 21     |